# Vaud
Vaud (alemany: Waadt, italià: Vaud, romanx: Vad, arpità: Vôd) és un cantó de Suïssa en el qual hi destaca Lausana, capital del cantó, situada a la vora del llac Léman sobre un abrupte turó.
Amb 823.881 habitants (2021), dels quals 273.363 (un 33%) estrangers, és el tercer cantó més poblat de Suïssa.
A més, alberga la seu del Comitè Olímpic Internacional i el Museu Olímpic de Lausana. També existeixen altres localitats importants, sempre a la vora del llac, com Nyon (una de les seus de la UEFA), Montreux, l'estació d'esquí de Villars-sur-Ollon, la glacera dels Diablerets o Vevey, bastió de la important empresa Nestlé.

## Fills il·lustres
- Michel Mayor (1942 -) astrònom, Premi Nobel de Física de l'any 2019.